# Salarias ceramensis
Salarias ceramensis är en fiskart som beskrevs av Pieter Bleeker 1852. Salarias ceramensis ingår i släktet Salarias och familjen Blenniidae. IUCN kategoriserar arten globalt som livskraftig. Inga underarter finns listade i Catalogue of Life.